# Championnat d'Équateur de football 2019
Navigation
Édition précédente Édition suivante
La saison 2019 du championnat d'Équateur de football est la soixante et unième édition du championnat de première division professionnelle en Équateur.
À partir de cette saison le format change, le nombre de participants est porté à 16 équipes qui se rencontrent deux fois en match aller et retour.
Après la phase régulière les huit premières équipes participent à un tournoi à élimination directe avec quarts de finale, demi finale et finale. Le vainqueur sera désigné champion d’Équateur.
Les deux derniers du classement seront relégués en deuxième division.

## Qualifications continentales
Le champion d’Équateur se qualifie pour la Copa Libertadores 2020, tout comme les 2e, 3e et 4e du classement cumulé. Les trois suivants de ce même classement obtiennent leur billet pour la Copa Sudamericana 2020 tout comme le vainqueur de la coupe d'Équateur.

## Les clubs participants
- Sociedad Deportiva Aucas
- Barcelona Sporting Club
- Delfín Sporting Club
- Club Deportivo Cuenca
- Liga Deportiva Universitaria de Quito
- Club Deportivo Universidad Católica del Ecuador
- Club Deportivo El Nacional
- Club Social y Deportivo Macara
- Club Deportivo River Ecuador
- Independiente del Valle
- Club Sport Emelec
- Club Deportivo Técnico Universitario
- Mushuc Runa SC - Promu de Serie B
- Club Deportivo América - Promu de Serie B
- Fuerza Amarilla Sporting Club - Promu de Serie B
- Centro Deportivo Olmedo - Promu de Serie B

## Compétition
Le barème utilisé pour établir les différents classements est le suivant :
- Victoire : 3 points
- Match nul : 1 point
- Défaite : 0 point

### Phase régulière

#### Classement
| Rang | Équipe                          | Pts  | J  | G  | N  | P  | Bp | Bc | Diff |
| ---- | ------------------------------- | ---- | -- | -- | -- | -- | -- | -- | ---- |
| 1    | Macará                          | 62   | 30 | 17 | 11 | 2  | 47 | 17 | +30  |
| 2    | Barcelona Sporting Club         | 55   | 30 | 17 | 4  | 9  | 56 | 38 | +18  |
| 3    | CDU Católica del Ecuador        | 53   | 30 | 16 | 5  | 9  | 48 | 29 | +19  |
| 4    | Delfín SC                       | 53   | 30 | 15 | 8  | 7  | 46 | 33 | +13  |
| 5    | Independiente del Valle         | 52   | 30 | 15 | 7  | 8  | 41 | 29 | +12  |
| 6    | LDU QuitoT                      | 49   | 30 | 13 | 10 | 7  | 46 | 30 | +16  |
| 7    | Sociedad Deportiva Aucas        | 49   | 30 | 14 | 7  | 9  | 48 | 44 | +4   |
| 8    | Club Sport Emelec               | 46   | 30 | 14 | 4  | 12 | 43 | 30 | +13  |
| 9    | Club Deportivo El Nacional      | 44-1 | 30 | 13 | 6  | 11 | 41 | 34 | +7   |
| 10   | Club Deportivo Cuenca           | 41-2 | 30 | 12 | 7  | 11 | 44 | 46 | -2   |
| 11   | Centro Deportivo Olmedo P       | 34   | 30 | 9  | 7  | 14 | 34 | 44 | -10  |
| 12   | Guayaquil City Fútbol Club      | 31   | 30 | 8  | 7  | 15 | 35 | 48 | -13  |
| 13   | Mushuc Runa SC P                | 30   | 30 | 8  | 6  | 16 | 36 | 58 | -22  |
| 14   | Técnico                         | 29   | 30 | 8  | 5  | 17 | 40 | 60 | -20  |
| 15   | Club Deportivo América P        | 25   | 30 | 6  | 7  | 17 | 26 | 41 | -15  |
| 16   | Fuerza Amarilla Sporting Club P | 6-5  | 30 | 2  | 5  | 23 | 24 | 74 | -50  |

|  | Qualification pour les play offs         |
|  | Relégué en Serie B                       |
|  | T : Tenant du titre P : Promu de Serie B |

- Club Deportivo El Nacional a une pénalité de un point pour non-respect des paiements de la contribution à l'IESS (Instituto Ecuatoriano de Seguridad Social).
- Club Deportivo Cuenca a une pénalité de deux points pour non-respect des paiements de la contribution à l'IESS, 1 point en mai et un point en septembre.
- Fuerza Amarilla Sporting Club a une pénalité de cinq points pour non-respect des paiements de la contribution à l'IESS [2].

### Play offs
Le premier du classement rencontre le huitième, le second rencontre le septième, le troisième rencontre le sixième et le quatrième joue contre le cinquième.
En cas d'égalité de points et de buts marqués en quart ou en demi-finale, le club le mieux placé du classement de la phase régulière est qualifié pour le tour suivant.
En cas d'égalité de points et de buts marqués en finale, il sera procédé à une séance de tirs au but pour désigner le champion.

#### Quarts de finale
| Équipe 1                 | Résultat | Équipe 2                 | Aller | Retour |
| ------------------------ | -------- | ------------------------ | ----- | ------ |
| Macará                   | 3-3      | Club Sport Emelec        | 2-1   | 1-2    |
| Delfín SC                | 2-2      | Independiente del Valle  | 0-0   | 2-2    |
| CDU Católica del Ecuador | 3-4      | LDU Quito                | 3-2   | 0-2    |
| Barcelona Sporting Club  | 0-1      | Sociedad Deportiva Aucas | 0-1   | 0-0    |

#### Demi-finale
| Équipe 1  | Résultat | Équipe 2                 | Aller | Retour |
| --------- | -------- | ------------------------ | ----- | ------ |
| Macará    | 2-3      | Delfín SC                | 1-2   | 1-1    |
| LDU Quito | 3-1      | Sociedad Deportiva Aucas | 3-1   | 0-0    |

#### Finale
| Équipe 1  | Résultat | Équipe 2  | Aller | Retour            |
| --------- | -------- | --------- | ----- | ----------------- |
| Delfín SC | 0-0      | LDU Quito | 0-0   | 0-0 (2-1t. a. b.) |

- en quart et demi-finale, en cas d'égalité, le club le mieux classé dans le classement est qualifié pour le tour suivant.

## Bilan de la saison
| Championnat d'Équateur de football 2019 | |
| Champion                                | Delfín SC (1er titre)                                                                                   |
| Coupes et trophées                      | |
| Vainqueur de la Coupe d'Équateur 2019   | LDU Quito                                                                                               |
| Qualifications continentales            | |
| Copa Libertadores 2020                  | Independiente del Valle (vainqueur de la Copa Sudamericana 2019)                                        |
| Copa Libertadores 2020                  | Delfín SC                                                                                               |
| Copa Libertadores 2020                  | LDU Quito                                                                                               |
| Copa Libertadores 2020                  | Club Social y Deportivo Macara (qualification 2e tour) Barcelona Sporting Club (qualification 1er tour) |
| Copa Sudamericana 2020                  | CDU Católica del Ecuador                                                                                |
| Copa Sudamericana 2020                  | Sociedad Deportiva Aucas                                                                                |
| Copa Sudamericana 2020                  | Club Sport Emelec                                                                                       |
| Copa Sudamericana 2020                  | Club Deportivo El Nacional                                                                              |
| Promotions et relégations               | |
| Promus en Serie A                       | Orense Sporting Club                                                                                    |
| Promus en Serie A                       | LDU Portoviejo                                                                                          |
| Relégués en Serie B                     | Club Deportivo América                                                                                  |
| Relégués en Serie B                     | Fuerza Amarilla Sporting Club                                                                           |